# Észtország
Észtország (észtül: Eesti), teljes nevén Észt Köztársaság (Eesti Vabariik) észak-európai állam a Balti-tenger keleti partján. Az úgynevezett balti államok (Baltikum) egyike. Északon és nyugaton a Balti-tenger, keleten Oroszország, délen Lettország határolja. Az Európai Unió kisebb méretű és kisebb népességű tagállamai közé tartozik. Hivatalos nyelve az észt, ami az uráli nyelvcsaládba tartozó nyelv. Fővárosa és legnépesebb városa Tallinn.
A Német Lovagrend, a Dán és a Svéd Királyság, valamint az Orosz Birodalom több évszázados uralma után a 19. században kezdett kialakulni az észt nemzeti identitás. Ez az Észt Függetlenségi Nyilatkozatban csúcsosodott ki 1918. november 14-én, amikor az I. világháborút követően létrehozták a független Észt Köztársaságot. A két világháború közötti időszakban nagyrészt demokratikusan működött. Észtország de facto függetlensége a II. világháborúval véget ért, kezdve a Szovjetunió 1940-es erőszakos bekebelezésével és a Harmadik Birodalom 1941-es inváziójával, amit 1944-ben újabb szovjet megszállás követett és létrehozták a Észt SZSZK-t, ami 1944 és 1991 között fennmaradt és ezekben az évtizedekben az észt kormány száműzetésben működött. A szovjet megszállás évtizedeiben nagy számú orosz érkezett az ország területére, ennek eredményeként a mai napig jelentős az orosz kisebbség részaránya. A békés hangulatú éneklő forradalom 1987-ben kezdődött a balti szovjet köztársaságok között és 1991. augusztus 20-án a függetlenség hivatalos visszaállításával ért véget. Észtország azóta demokratikus, parlamentáris köztársaság.
Észtország az Európai Unió, az eurózóna, a NATO, az OECD és az ENSZ tagja, valamint része a schengeni övezetnek.
Az ország a globális rangsorolásban rendszeresen nagyon jó helyezést ért el az életminőség, az oktatás, a közszolgáltatások digitalizálása  és a technológiai vállalatok elterjedtsége  tekintetében.

## Földrajz

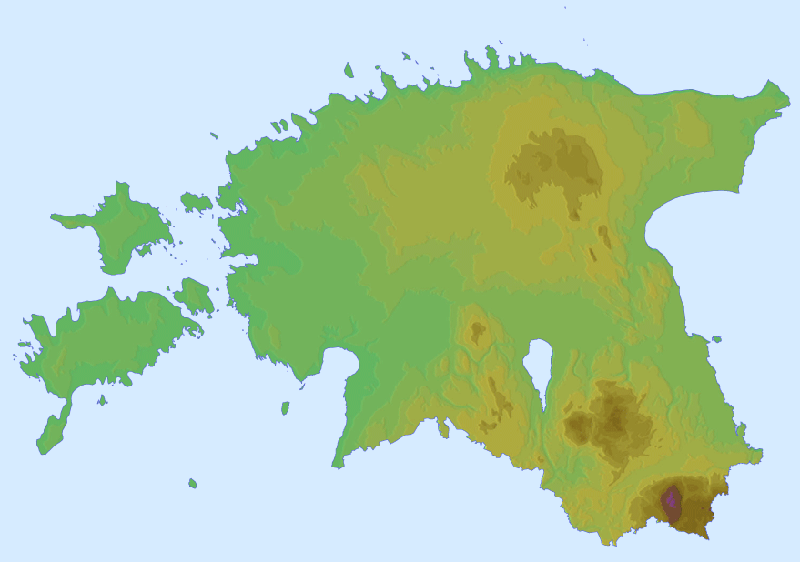
Észtország domborzati térképe

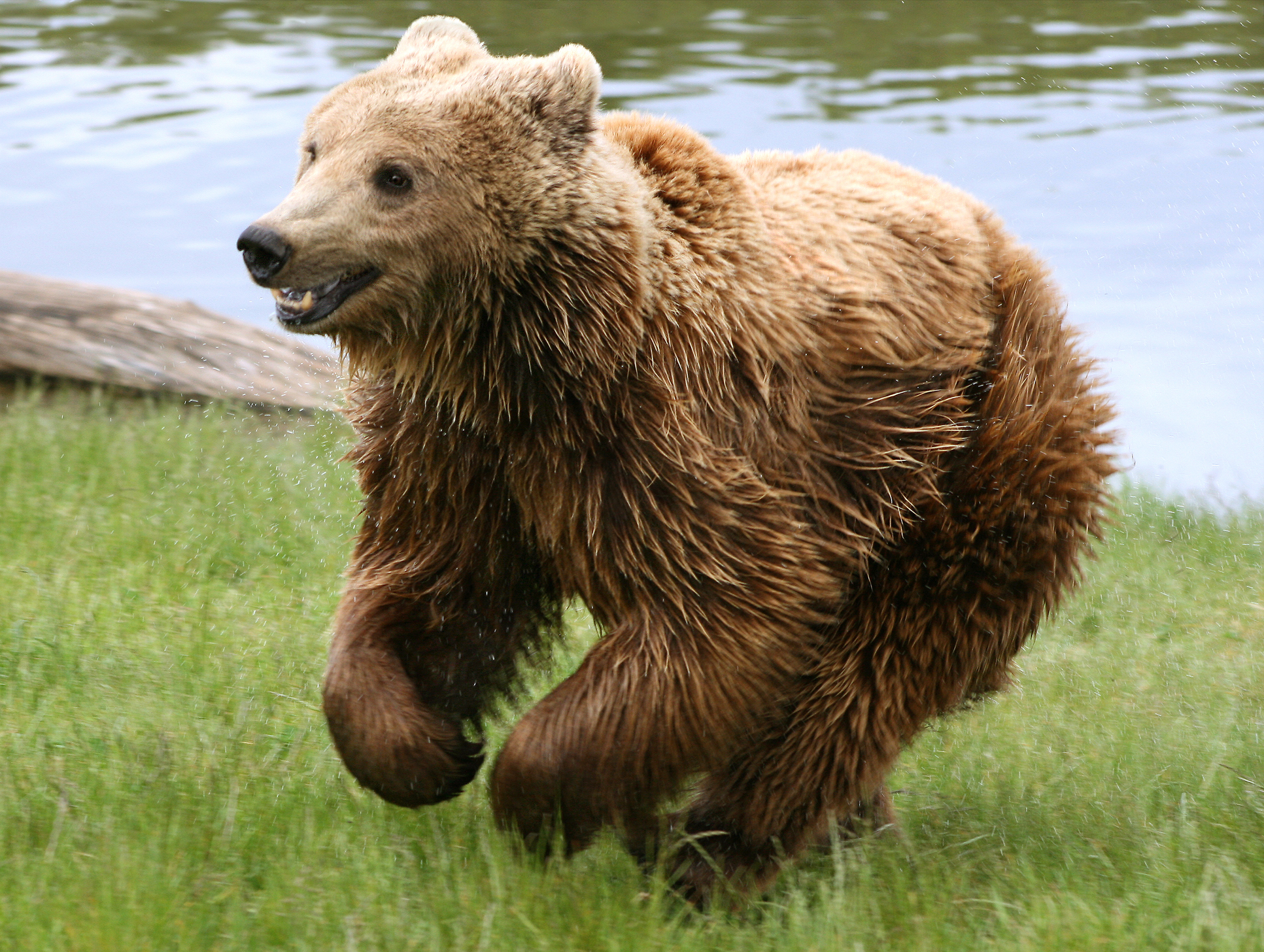
Barna medve

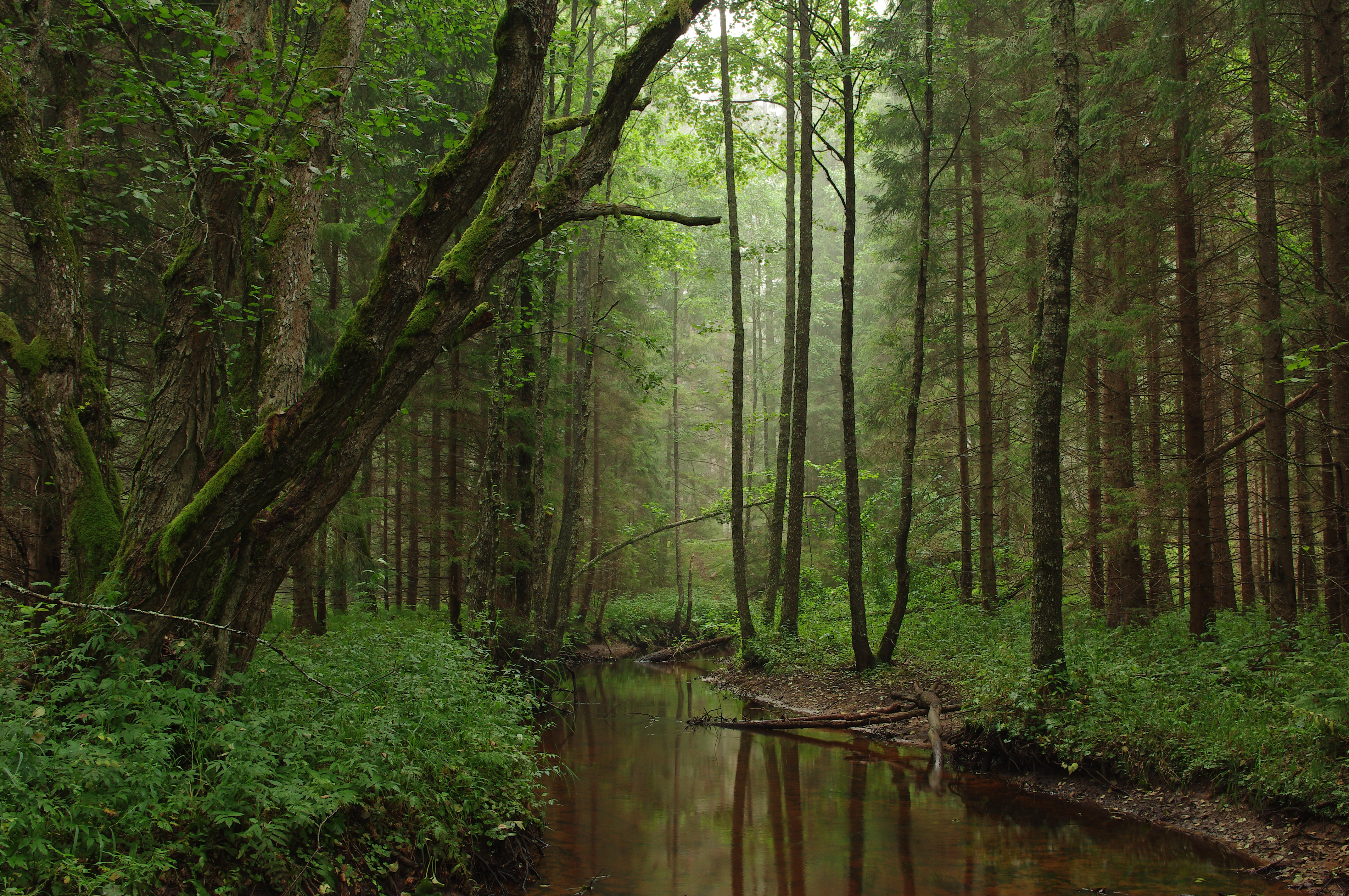
Észtország több mint fele erdő

### Domborzat
Felszínét a legutóbbi jégkorszak alakította hullámos alfölddé. Átlagos magassága 100 m-nél is alacsonyabb.
Legmagasabb pontja a 318 m magas Suur Munamägi. A két legnagyobb szigete Hiiumaa és Saaremaa fűvel borított, helyenként bozótos mészkőfennsík.

### Vízrajz
Az ország jégvájta sekély tavainak nagy része az idők során feltöltődött és elmocsarasodott, jelenleg az ország fele lápvidék.
- Legnagyobb folyója: Emajõgi 101 km hosszú, míg leghosszabb folyója a Võhandu 162 km, a Pärnu 144 km, míg a Kasari 112 km-es.
- Legnagyobb tavai: Csúd- vagy Peipus-tó és a Võrts-tó.

Tengerpartja tagolt, az országhoz 1520 kisebb sziget tartozik. A Rigai-öböl bejáratát elzáró két nagy szigete a Hiiumaa és Saaremaa.

### Éghajlat
Kontinentális valamint óceáni éghajlata van.
Az éghajlat óceáni befolyásoltsága miatt az év napjainak több mint felén felhős az ég, a csapadék mennyisége az ország délkeleti sarkában 750 mm is lehet. Szeptemberben hullik a legtöbb, tavasszal pedig a legkevesebb eső.
Észtország éghajlata az Atlanti-óceán és a Golf-áramlat hatása miatt jóval enyhébb, mint az azonos szélességi körre jellemző éghajlat:
- nyáron (június-szeptember) 15-18 °C,
- télen pedig -4 – -5 °C a jellemző napi középhőmérséklet.

A partvonal mentén a téli hőmérséklet mindig pár fokkal magasabb, nyáron pedig alacsonyabb, mint a szárazföld belsejében. Előfordulhat a hőmérséklet napi 20 °C-os ingása: reggel a hőmérő akár ‑12 °C-ot, délután pedig már 10 °C meleget mutat.
Észtországban a leghosszabb nap nyáron közel 19 órás, az úgynevezett fehér éjszakák időszaka május elejétől július végéig tart. A legrövidebb téli nap 6 órán keresztül tart.
A telek meglehetősen zordak, három hónapig az egész ország területét hó borítja.

### Növény- és állatvilág
Észtország gazdag növényzetéhez 1470 faj tartozik, míg állatvilágában számos európai emlős, több ritka és védett kétéltű szerepel. Az országnak kiemelkedően sok erdeje van az európai átlaghoz képest, melyeknek egyik különleges látogatója az orosz sutaszárnyúmókus.

### Természetvédelem
Észtorszárban 3864 védett természeti objektum található. A Lahemaai Nemzeti Park (Lahemaa rahvuspark) Északkelet-Észtországban található, a fővárostól, Tallinntól 70 km-re. A nemzeti parkot 1971-ben alapították, és ez volt a korábbi Szovjetunió első nemzeti parkja. Területe 725 km², amelyből 250,9 km² tengeri természetvédelmi terület. Méreténél fogva Európa egyik legnagyobb területű nemzeti parkja. A Lahemaa Nemzeti Park létrehozásának célja az észak-észtországi tájkép megőrzése, a természet védelme, a kutatások elősegítése, a biológiai sokszínűség megóvása és a nemzeti örökség fenntartása a jövő nemzedékei számára. A nemzeti park nevét az északi partvidék félszigetekkel (Juminda-félsziget, Pärispea-félsziget, Käsmu-félsziget és a Vergi-félsziget) tarkított tengeröblökkel gazdagon borított partvonala miatt kapta, melynek jelentése "az öblök földje". A nemzeti park Észtország egyik legnépszerűbb turisztikai célpontja. A közeli fővárosból, Tallinnból rengeteg cég hirdet egynapos túrázási lehetőségeket, miközben sokan maguk indulnak útnak, hogy felfedezzék a vidék természeti látnivalóit.

## Történelem

### Korai idők
A mai Észtország területére az ember valószínűleg az utolsó eljegesedés elmúltával, 11–13 000 éve telepedett be. A legkorábbi ismert régészeti lelőhely Dél-Észtországban a Pärnu folyó partján van, Sindi település közelében. Radiokarbon vizsgálat szerint a telep 11 000 évvel ezelőtt létezett.
Bizonyítható, hogy i. e. 6500 körül Kunda város közelében halász-vadász közösségek léteztek. A kundai csont és kő eszközökhöz hasonlóakat találtak szerte Észtországban, Lettországban, Észak-Litvániában és Dél-Finnországban. A Kunda-kultúra a középső kőkorig, a mezolitikumig létezett.
A bronzkor végén és a vaskor elején jelentős kulturális átalakulás volt. Ennek legfőbb jellemzője a mezőgazdaság elterjedése, amely a továbbiakban az észt gazdaság és kultúra magva maradt. Az időszámításunk szerinti első öt évszázadtól kezdve állandó farmok alakultak, a népesség nőtt, a települések kiterjedtek. A Római Birodalom kulturális hatása elérte Észtországot, ez az időszak ma a római vaskor nevet viseli.
A mai Észtország területének lakóit először Tacitus említi aesti néven Krisztus után 98-ban. A korai skandináv népek Eistland-nak hívták a Finn-öböl déli részét. Német íratok Aesti néven említik a Visztula folyótól északkeletre fekvő területeket.
A jóval mozgalmasabb, háborús középső vaskor következett. Ekkoriban külső fenyegetés jelentkezett kétfelől is, a balti törzsek támadtak a déli határvidékről és a tengeren át. Skandináv sagák szólnak az észtek elleni hadjáratokról. A viking korban viszont az észt kalózok támadták a partokat, Sigtuna svéd várost 1187-ben kifosztották és felégették.

### Középkor
A mai Észtország területe volt Európának az a sarka, amely a legkésőbb vette fel a kereszténységet. 1193-ban III. Celesztin pápa toborzott kereszteseket a pogányok megszelídítésére Európa északi részein.
Elsősorban a Német Lovagrend (gyakran Teutón Lovagrend néven említik) vette ki részét a kereszténység – nem ritkán militáns – terjesztésében.
A legészakibb balti állam, Észtország területe a németeken kívül először a dánok, majd a svédek megszállása alá került.
A Dán Észtországnak nevezett Észak-Észtország Dánia birtoka volt 1204-től 1346-ig. Reval (1918 óta oroszul Таллин és Таллинн, észtül Tallinn a neve) a lübecki városjogot 1248-ban kapta meg, és a 13. század végén csatlakozott a Hanza Szövetséghez. Később így tett Tartu és Pärnu is. 1343-ban Észak-Észtország és Saaremaa Szent György éjszakáján fellázadt a dán uralom és az azt megtestesítő német telepesek ellen. Ezt a lázadást 1344-ben verték le. Oroszország 1481-ben és 1558-ban sikertelenül próbálkozott a terület megszállásával.

### Reformáció
Az európai reformáció hivatalosan 1517-ben kezdődött Luther Márton (1483–1546) 95 pontjával. Nagy változásokat okozott a Baltikumban. Eszméi gyorsan elterjedtek a Német Lovagrend államában. A nyelv, az oktatás, a vallásgyakorlat és a politika nagymértékben átalakult. Az istentisztelet nyelve a helyi nyelv lett a latin helyett. Az 1561-es livóniai háborúban Észak-Észtország svéd uralom alá került, míg a déli rész az 1580-as években átmenetileg a Lengyel-Litván Konföderáció uralma alá. 1625-ben Észtország teljes szárazföldi területe svéd birtok lett. Közigazgatásilag az északon fekvő észt tartományokra, valamint a Dél-Észtországra és Észak-Lettországra kiterjedő Livóniára osztották fel. Ez a felosztás fennmaradt a 20. század elejéig.
1631-ben II. Gusztáv Adolf svéd király kényszerítette a nemességet, hogy több jogot biztosítson a parasztságnak, bár a jobbágyság fennmaradt. 1632-ben Dorpatban (1918 óta Tartu) nyomda és egyetem létesült. Ez az időszak az észt történetírás szerint a "régi szép svéd idők".

### Észtország az Orosz Birodalomban
A nagy északi háború következtében a svédek elvesztették Észtországot Oroszország javára (1710-ben ténylegesen, 1721-ben a nystadi béke értelmében jogilag is). Az uralkodó osztály és a felső középosztály továbbra is balti németekből állt. A háború súlyos veszteséget okozott az észt népnek, de gyorsan pótlódott a veszteség. Bár a parasztság jogai kezdetben csökkentek, a jobbágyságot 1816-ban az észt tartományban, 1819-ben Livóniában eltörölték.

### A függetlenség kivívása

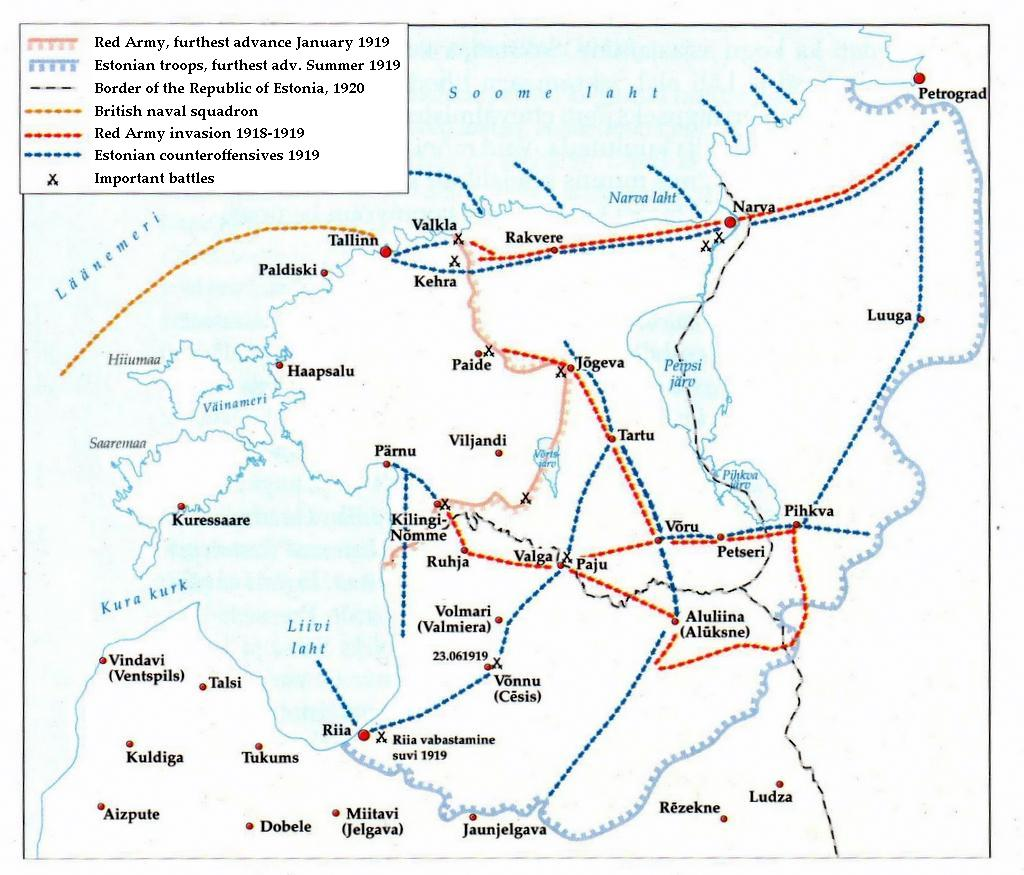
Az észt függetlenségi háború hadjáratai

Észtország, domborzat, 1920–1940

A 19. században a jobbágyságot eltörölték és az oktatást kiterjesztették az észt nyelvű helyi lakosságra. Ennek következtében észt nemzeti mozgalom alakult ki. Megjelent az észt nyelvű irodalom, színház és a nemzeti zene. A késői 19. században, a nemzeti ébredés korában megkezdődött az észt nemzettudat kialakulása. E mozgalom vezetői Johann Voldemar Jannsen, Jakob Hurt és Carl Robert Jakobson voltak.
Jelentős esemény volt a nemzeti eposz, a Kalevipoeg 1862-es megjelenése, melyet Friedrich Reinhold Kreutzwald írt és az 1869-ben megrendezett első nemzeti dalfesztivál. Az 1890-es évek az Orosz Birodalomban az oroszosítás ideje volt. Ekkor az észt nemzeti mozgalom egyre jobban politikai színezetet kapott, az értelmiségiek kezdtek nagyobb autonómiát követelni, majd később teljes függetlenséget az Orosz Birodalomtól. Amikor az 1917-es orosz októberi forradalomban a bolsevikok jutottak hatalomra és az előre nyomuló német csapatok megérkeztek, 1918. február 23-án Pärnuban és február 24-én Tallinnban kikiáltották Észtország függetlenségét. A Vörös Hadsereg még ebben az évben megtámadta az új országot, és 1919 januárjára meghódította annak legnagyobb részét.
Az egyrészt Szovjet-Oroszország, másrészt a németbarát lázadók ellen vívott észt függetlenségi háborúban az észteket Litvánia, Nagy-Britannia és a fehérorosz északnyugati hadsereg segítette. Az észt ellentámadás 1919 februárjában kezdődött, és nyár végére a szövetségesek már közvetlenül Petrográd és Kronstadt előtt álltak. A győzelem tárgyalásra késztette a szovjeteket, és a németbarát önkéntesek leverése után megkötött tartui békeszerződésben Észtország biztosította függetlenségét 22 évre. Kezdetben parlamentáris demokrácia volt, de a parlamentet feloszlatták 1934-ben a világgazdasági válságot követő politikai zavarok idején. Akkoriban az országot Konstantin Päts rendeleti úton igazgatta.

### Szovjet megszállás
Az Észt Köztársaság II. világháborúbeli sorsa 1939 augusztusában teljesedett be, amikor Sztálin és Hitler egyezményt kötött Kelet-Európa érdekszférák szerinti felosztásáról a Molotov–Ribbentrop-paktumban és annak titkos záradékában.
1939. szeptember 24-én a Vörös Flotta blokád alá vette az észt kikötőket és szovjet bombázók kezdtek őrjáratozni Tallinn és környéke felett. Az észt kormány arra kényszerült, hogy szerződésben katonai támaszpontokat engedjen át a Szovjetuniónak 25 000 katona állomásoztatására a "kölcsönös védelem" érdekében. 1940. június 12-én a szovjet Balti Flotta Észtország teljes katonai blokádjába kezdett. 1940. június 14-én, miközben a világ figyelme Párizs egy nappal korábbi elestére összpontosult, szovjet katonai repülőgép lelőtte a "Kaleva" finn utasszállító repülőgépet, amely Tallinnból Helsinkibe vitt volna három amerikai diplomatát. 1940. június 16-án a Szovjetunió megkezdte Észtország megszállását. A Vörös Hadsereg június 17-én észtországi laktanyáiból vonult az észt utcákra. Másnap további 90 000 katona érkezett. 1940. június 17-én az észt kormány az elsöprő szovjet túlerő láttán harc nélkül lemondott, megelőzve ezzel a nyílt háborút és a vérontást.
1940 augusztusában Észtországot Észt Szovjet Szocialista Köztársaság néven formálisan is betagolták a Szovjetunióba. A tömeges deportálások kezdete 1941. június 14. Az ország politikai és szellemi vezetői közül sokakat meggyilkoltak vagy a Szovjetunió távoli vidékeire száműztek 1940–1941-ben a szovjet hatóságok. A közemberek ezreit is elérték az elnyomó intézkedések.
Amikor a német Barbarossa hadművelet megindult a Szovjetunió ellen, kb. 34 000 fiatal észtet vonultattak be erőszakkal a Vörös Hadseregbe. Kevesebb mint 30%-uk élte túl a háborút. A politikai foglyokat nem evakuálták, hanem kivégezték őket.
Sok ország nem ismerte el Észtország szovjet megszállását. Az Amerikai Egyesült Államok sem. Országok sora a korábbi kormány megbízásából helyükön lévő észt diplomatákat és konzulokat tekintette Észtország törvényes képviselőinek. Ezek a diplomaták rendkívüli helyzetüket a balti államok függetlenségének helyreállításáig megőrizték.
A mai orosz politikusok tagadják, hogy az Észt Köztársaságot a Szovjetunió törvénytelenül csatolta magához 1940-ben. Szerintük az 1940-ben Észtországba érkezett szovjet csapatok az akkori észt kormány hozzájárulásával, szerződéses kötelezettségeket teljesítve érkeztek. Szerintük Szovjetunió nem volt hadviselő fél, nem volt semmiféle harci akció Észtország területén, ezért jelenlétük nem tekinthető megszállásnak. Az egykorú szovjet és a jelenkori orosz álláspont szerint Észtország szuverenitásáról önként mondott le, az 1944–1976 közötti időszak szeparatista harcosai "banditák" és "nácik".[forrás?]

### Német megszállás
Miután 1941. június 22-én a Wehrmacht megtámadta Szovjetuniót, 1941 júliusában elérte Észtországot. A német hadsereg Észtország déli határát július 7-én lépte át. Július végéig a németek folytatták előnyomulásukat Észtországban az észt Erdei Testvérek támogatásával. Német csapatok és észt partizánok augusztus 17-én foglalták el Narvát és augusztus 28-án az észt fővárost, Tallinnt. Miután a szovjeteket kiverték Észtországból, a németek lefegyvereztek minden partizáncsoportot.
Kezdetben a legtöbb észt szemében a németek felszabadítók voltak a szovjet elnyomás alól. Remélték az ország függetlenségének helyreállítását. Hamarosan észlelniük kellett, hogy csak egy újabb megszálló érkezett. A németek a háború következtében kirabolták az országot és végrehajtották a Holokausztot. A megszállás alatt Észtország a német Ostland tartomány része volt. Sok észt a nácik húzódozása ellenére a finn hadsereghez csatlakozva harcolt a Szovjetunió ellen. A 200. finn gyalogezred észt önkéntesekből alakult Finnországban. Bár számos észt belépett a német fegyveres erőkbe (beleértve a Waffen SS-t), 1944-ben, amikor a Vörös Hadsereg újabb inváziója fenyegette Észtországot, már legtöbben tétlenek maradtak és azt kívánták, hogy Németország ne győzzön.
1944 januárjára a Vörös Hadsereg majdnem mindenütt elérte a korábbi észt határt. Narvát a németek kiürítették. Az Észt Köztársaság utolsó alkotmányos miniszterelnöke, Jüri Uluots rádióüzenetben szólított fel minden harcképes 1904 és 1923 között született férfit katonai szolgálatra. (Korábban Jüri Uluots ellenezte a mozgósítást). A felhívás visszhangra talált: 38 000 önkéntes jelentkezett a toborzóknál. Sok ezer észt csatlakozott a finn hadsereghez, hogy a Finn-öblön keresztül visszavonulva belépjen az újonnan alakult területvédelmi erőkbe, amelynek feladata Észtország védelme volt a szovjet előnyomulással szemben. Abban reménykedtek, hogy az észtek háborúja olyan jelentős nyugati támogatást kap, amely lehetővé teszi a függetlenséget a Szovjetuniótól.

### Szovjet-Észtország
A szovjet erők 1944 őszén foglalták vissza Észtországot, miután heves csatát vívtak az ország északkeleti részén a Narva folyónál. Az országot visszafoglaló Vörös Hadsereg elől az észtek ezrei menekültek (becslések szerint 80 000 ember, az oktatás, a kultúra, a tudomány és politika szakembereinek többsége). Visszavonultak a németekkel vagy Finnországba, Svédországba menekültek. A szovjet minisztertanács 1949. január 12-i rendelete értelmében a balti államokból deportáltak minden kulákot, családtagjaikat és a nacionalisták családjait, valamint másokat. Becslések szerint 1940 és 1953 között több mint 200 000 embert deportáltak a Baltikumból. További 75 000-et küldtek büntetőtáborokba. A Baltikum felnőtt lakosságának több mint 10%-át szállították el. Néhány hét alatt csaknem minden vidéki háztartást szövetkezetesítettek. A deportáltak fele meghalt, másik fele nem térhetett vissza az 1960-as évek elejéig.
A szovjethatalom 1940–1941-es és a visszafoglalás után elnyomó akciói az 1950-es évek elején a "erdei testvérek" gerillaharcába vezettek, amelyben részt vett a német és finn hadsereg veteránjainak többsége és sok civil. A világháború és az azt követő szovjet időszak okozta anyagi károk érezhetően lassították a gazdasági növekedést, jóléti szakadék alakult ki a szomszédos Finnországhoz és Svédországhoz képest.
A szovjet rezsim fontos jellemzője volt a militarizáció. Az ország nagy része, különösen a partvidék zárt katonai terület volt. A tengerpart nagy részét és a szigeteket (beleértve Saaremaa és Hiiumaa szigetét) határövezetnek nyilvánították. Az ott lakókon kívül mások csak engedéllyel utazhattak oda. A legnevezetesebb zárt katonai terület Paldiski város volt, amelyet teljesen elzártak a nyilvánosság elől. A város a szovjet Balti Flotta tengeralattjáróinak támaszpontja volt számos egyéb katonai létesítménnyel. Itt volt az atomtengeralattjárók kiképző központja, egy nukleáris tengeralattjáró teljes méretű, működő modelljével, működő atomreaktorral. Ez a reaktor 1994-ben került észt ellenőrzés alá, amikor az utolsó szovjet csapatok elhagyták az országot.
A szovjet megszállás másik hatása a bevándorlás volt. Százezrek települtek át a Szovjetunió más részeiből Észtországba az ország iparosítását és militarizálását szolgálva, hozzájárulva ahhoz, hogy a népesség 45 év alatt félmillióval nőtt. 1980-ban az oroszosítás és a bevándorlás olyan mértéket ért el, ami már elszórt népi tiltakozást váltott ki.

### A függetlenség helyreállítása

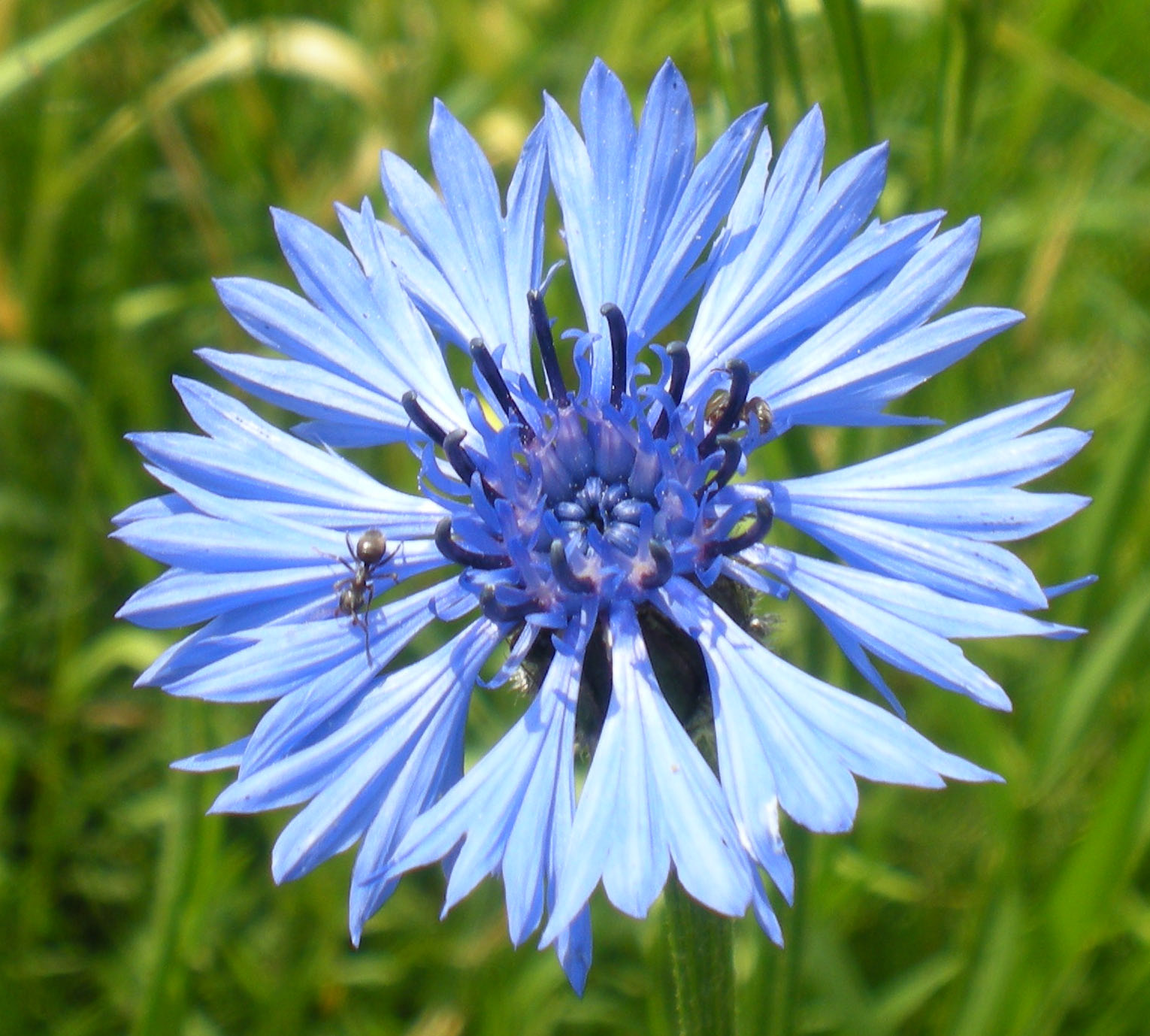
Észtország nemzeti virága és egyik szimbóluma a búzavirág (rukkilill)

Az Amerikai Egyesült Államok, az Egyesült Királyság és más nyugati demokráciák mindig is illegálisnak tekintették Észtország szovjet megszállását. Diplomáciai kapcsolatban maradtak a független Észt Köztársaság képviseleteivel, jogilag sohasem ismerték el az Észt Szovjet Szocialista Köztársaság létét, sohasem ismerték el, hogy Észtország a Szovjetunió része lenne.
Észtország függetlenségét az tette lehetővé, hogy a Szovjetunió szembesülve belső nehézségeivel, birodalma külső területeinek magára hagyása mellett döntött. Az 1987–1989-es kezdeti időszakban fokozatosan nőtt a gazdasági függetlenség. A Szovjetunió gyengülésével egyre nyilvánvalóbban közeledett a teljes függetlenség, az ország kezdett az önrendelkezés útján haladni. Az ország parlamentje 1988. november 16-án nyilvánította ki szuverenitását a Szovjetunión belül.
1989-ben a "daloló forradalomban" Litvánia, Lettország és Észtország kétmillió lakója élőláncot alkotott országaikon át. Ez volt a "Balti út", és az akció függetlenség melletti tüntetés volt. Mindhárom nemzet hasonlóan szenvedett a megszállástól és hasonló módon törekedett a függetlenségre. 1991. augusztus 20-án, a moszkvai katonai puccs idején Észtország formálisan is kinyilvánította függetlenségét, újraélesztve az 1940 előtti államot. Az első ország, amely elismerte a független Észtországot, Izland volt két nappal később. Az utolsó orosz csapatok 1994. augusztus 31-én távoztak. 2011-ben Észtország a volt szovjet tagállamok közül elsőként csatlakozott az eurózónához.

## Államszervezet és közigazgatás

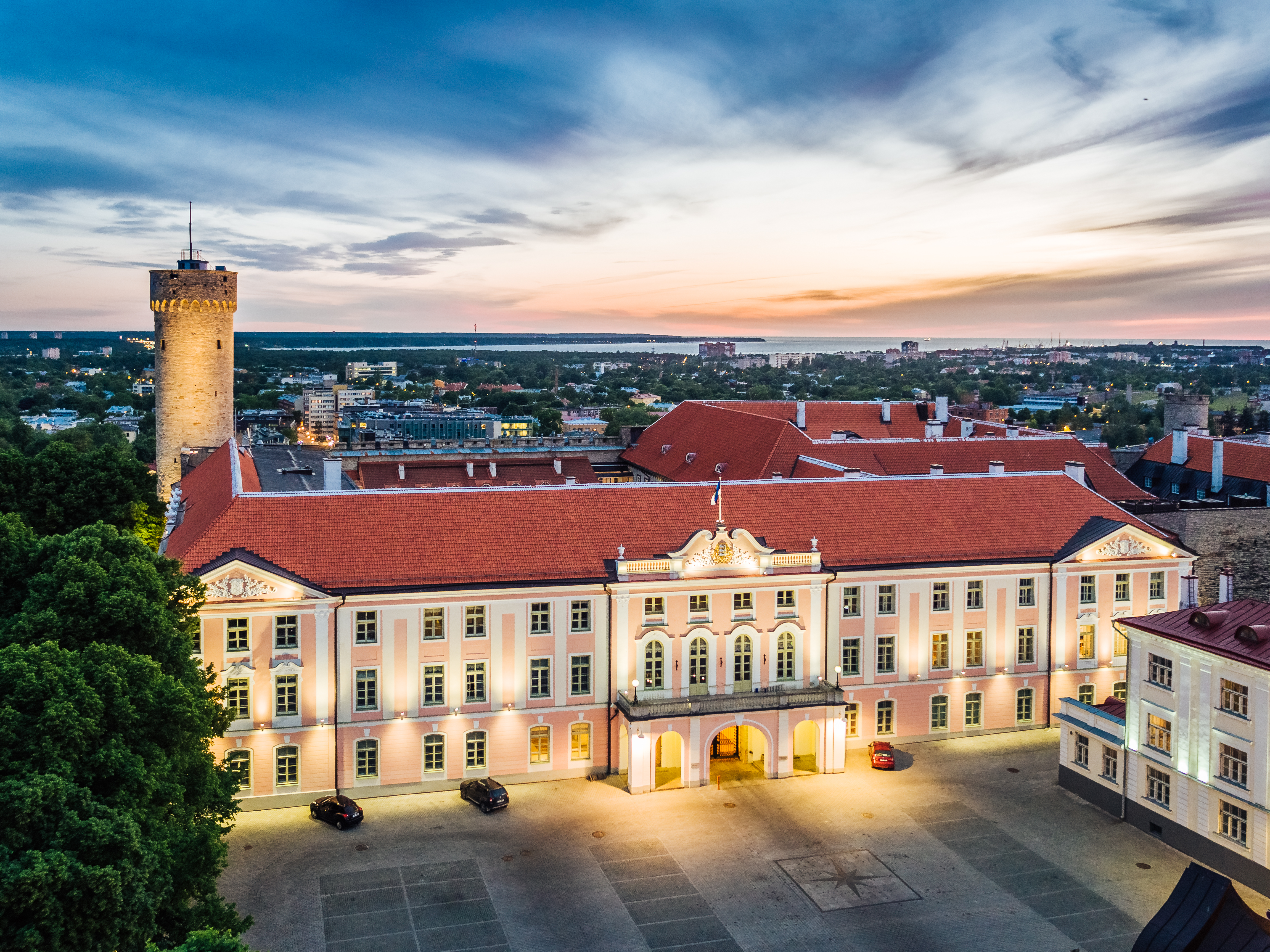
A parlament épülete Tallinnban

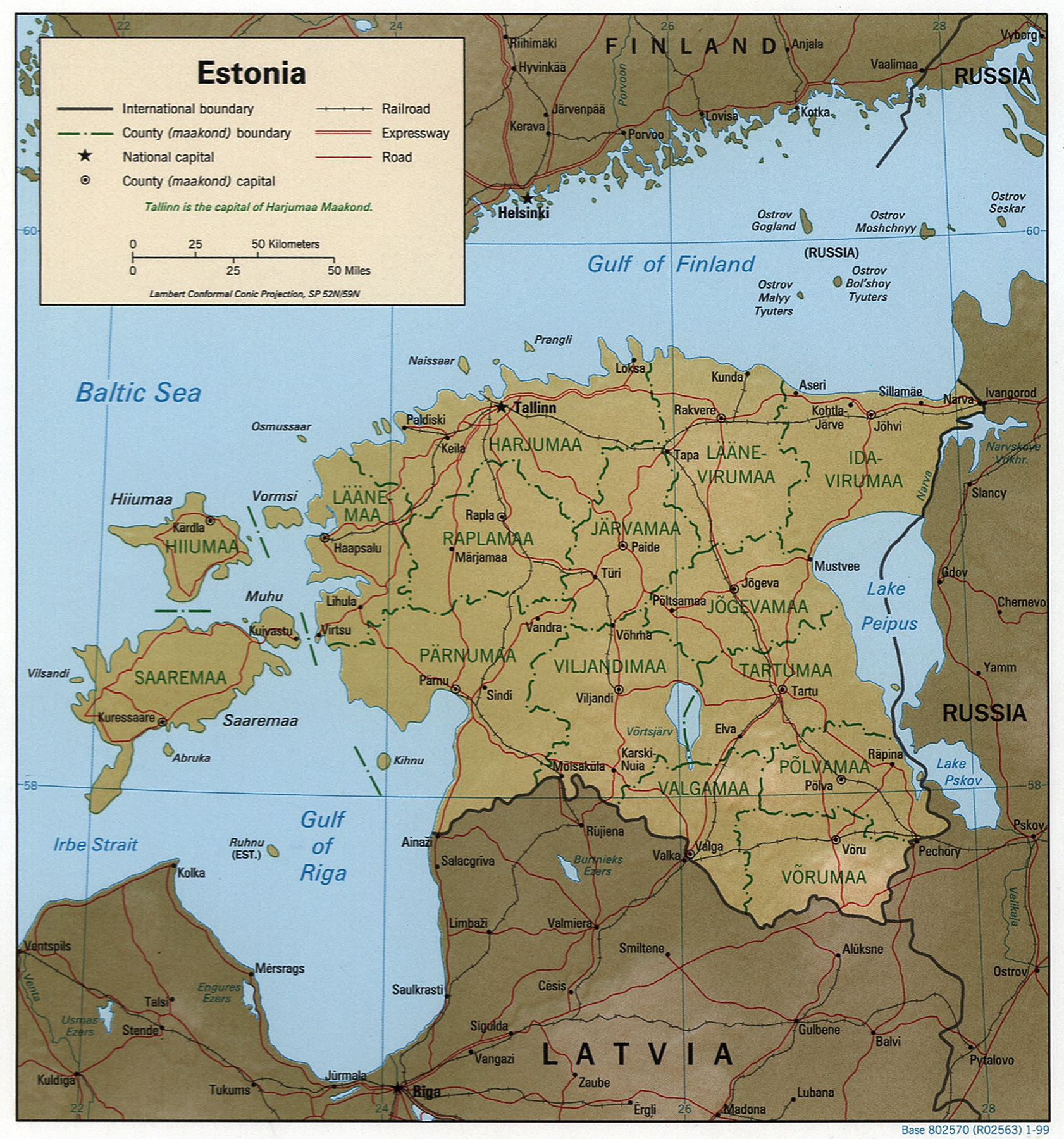
Észtország részletes térképe

### Alkotmány, államforma
Államforma: parlamentáris köztársaság. Az Alkotmányozó Gyűlés az Észt Kongresszus és a Legfelsőbb Tanács között zajló vita után népszavazásra bocsátotta az új alkotmány tervezetét, melyet 1992. június 28-án 91%-os támogatottsággal (a részvétel 66,3% volt) elfogadtak. Ennek értelmében Észtország parlamentáris köztársaság, ahol a parlament (Riigikogu) a fő döntéshozó hatalom: törvényeket, határozatokat hoz, megválasztja a köztársasági elnököt, felhatalmazza a miniszterelnök-jelöltet a kormányalakításra, elfogadja a költségvetést. A köztársasági elnöknek ceremoniális szerepe van, öt évre választják meg titkos szavazással, képviseli az országot nemzetközi szinten. Az elnök hirdeti ki a parlament által elfogadott törvényeket, de 14 napon belül visszaküldheti a törvényt a parlamentnek átdolgozásra, csatolva az indoklását.

### Törvényhozás, végrehajtás, igazságszolgáltatás
Az észt törvényhozó hatalom az arányos választási rendszerben megválasztott Parlament (Riigikogu). A Parlament 101 képviselőből áll, hivatali idejük 4 év.
A végrehajtó hatalmat a parlament felé felelős kormány testesíti meg. A miniszterelnöki kabinetet a parlament nevezi ki és hívhatja vissza. Ám a kormány, a köztársasági elnökkel egyetértésben új választásokat írhat ki, amennyiben a parlament bizalmatlanságot szavaz a kormány ellen.
A parlament által 5 évre választott köztársasági elnök elsősorban képviseleti feladatokat lát el, ugyanakkor részlegesen megőrizte a végrehajtó hatalom egyes feladatköreit. A köztársasági elnöknek vétó joga van a törvényjavaslatok tekintetében. A köztársasági elnök aláírása szükséges a miniszterek kinevezésekor, és névlegesen ellátja a hadsereg főparancsnoki feladatait is.
Az észt jogrendszer a német modellre épül, főként a polgárjog területén, melyet a közvetlen történelmi kapcsolat indokol. A bíróságok függetlenek, a bírákat élethosszig tartóan nevezik ki.
A bírósági rendszer három szintből áll:
1. a Legfelsőbb Bíróságból, amely egyúttal alkotmánybíróságként is működik
2. a körzeti fellebbviteli bíróságokból
3. a megyei és városi bíróságokból

### Közigazgatási beosztás
Az ország 15 megyére (maakonnad) van osztva, melyek a szovjet időben kialakított rajonokkal lényegében megegyeznek:

Észtország megyéi

- Harju maakond – Tallinn
- Hiiu maakond – Kärdla
- Ida-Viru maakond – Jõhvi
- Jõgeva maakond – Jõgeva
- Järva maakond – Paide
- Lääne maakond – Haapsalu
- Lääne-Viru maakond – Rakvere
- Põlva maakond – Põlva
- Pärnu maakond – Pärnu
- Rapla maakond – Rapla
- Saare maakond – Kuressaare
- Tartu maakond – Tartu
- Valga maakond – Valga
- Viljandi maakond – Viljandi
- Võru maakond – Võru

### Politikai pártok
A 2003-as választásokon elért eredményük sorrendjében:
- Észt Centrum Párt (K)
- Res Publica – Unió a Köztársaságért
- Észt Reform Párt (RE)
- Észt Néppárt (ERL)
- Anyaföld Unió (IL)
- Moodukad
- Alkotmány Párt

### Védelmi rendszer
Hivatalos nevén Észt Védelmi Erők, a védelmi minisztérium, a haderő parancsnokság, a vezérkar és más intézményekből áll. Szárazföldi ereje 2300 fő. Az Észt Légierő (Õhuvägi) létszáma 200 fő. Bázisa Ämari repülőtéren található. Az észt haditengerészet, a litvánnal és a lettel együtt alkotja a balti országok közös, Baltron névre keresztelt szervezetét.

## Népesség

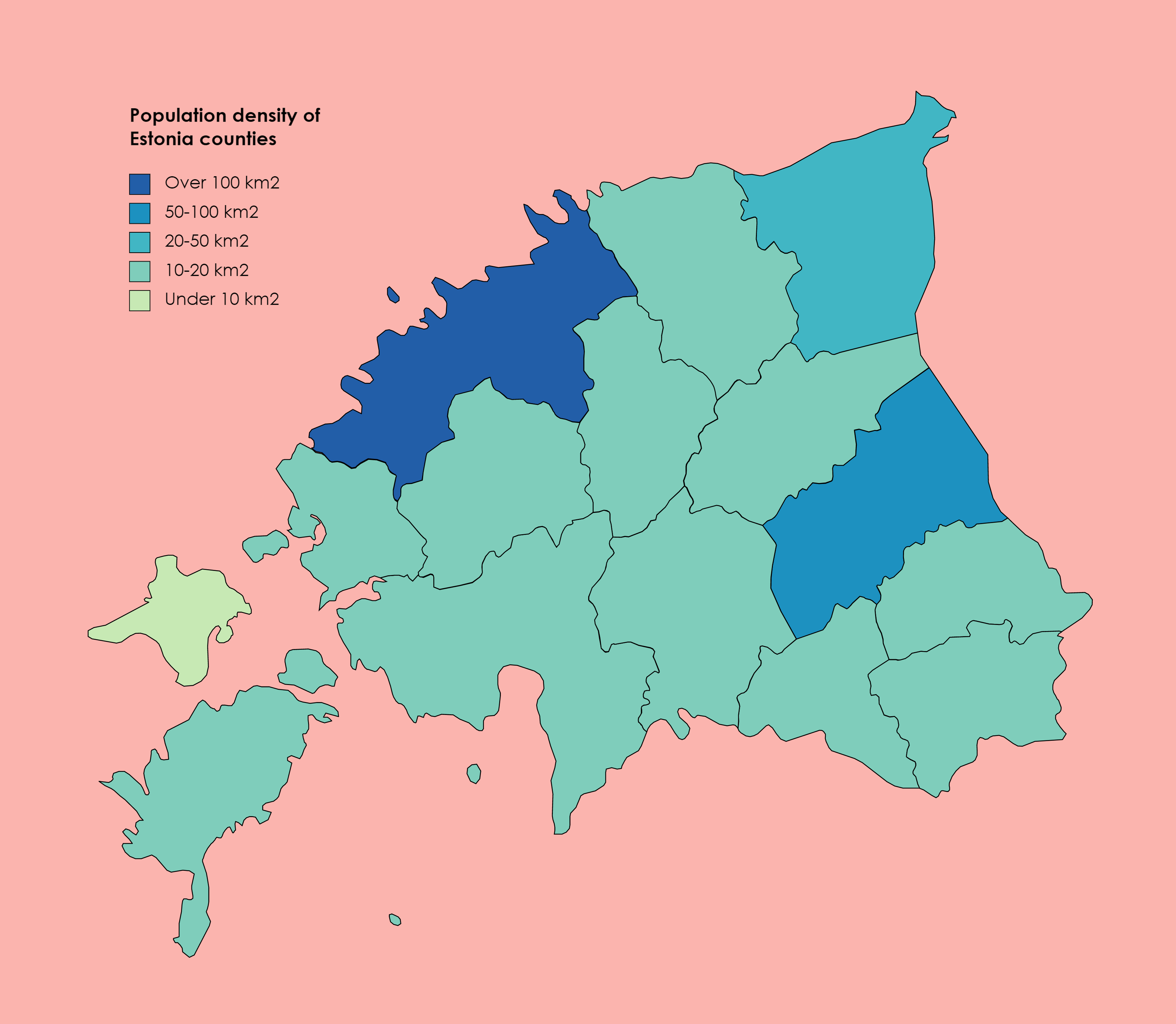
Észtország népsűrűsége 2020-ban

Népessége a 2000-es népszámláláskor kb. 1,37 millió, ebből kb. 922 ezer észt anyanyelvű, 407 ezer orosz anyanyelvű. 1941-ben, a szovjet megszállás előtt lakosainak száma kb. 1,2 millió volt. Az észt anyanyelvűek nagyjából fele-fele arányban oszlanak meg városok és vidék között, az orosz anyanyelvűek 90%-a városlakó.[forrás?]
A népesség folyamatosan csökken, természetes (születések/halálozások) okokból évi 5-6000 emberrel (1992 volt a mélypont 8036-os csökkenéssel), ezen felül az elvándorlás is jelentős. Így az 1990-es 1 570 599 lakosságszám 2004-re megközelítőleg 1,35 millióra csökkent. A 2011-es népszámlálás szerint 1 294 236 fő állandó lakosa volt Észtországnak.
Az észt ember túlnyomórészt északi, kisebb részben kelet-balti típusú, magas termetű, általában szőke hajú, kékszemű, flegmatikus típus.

### Városok

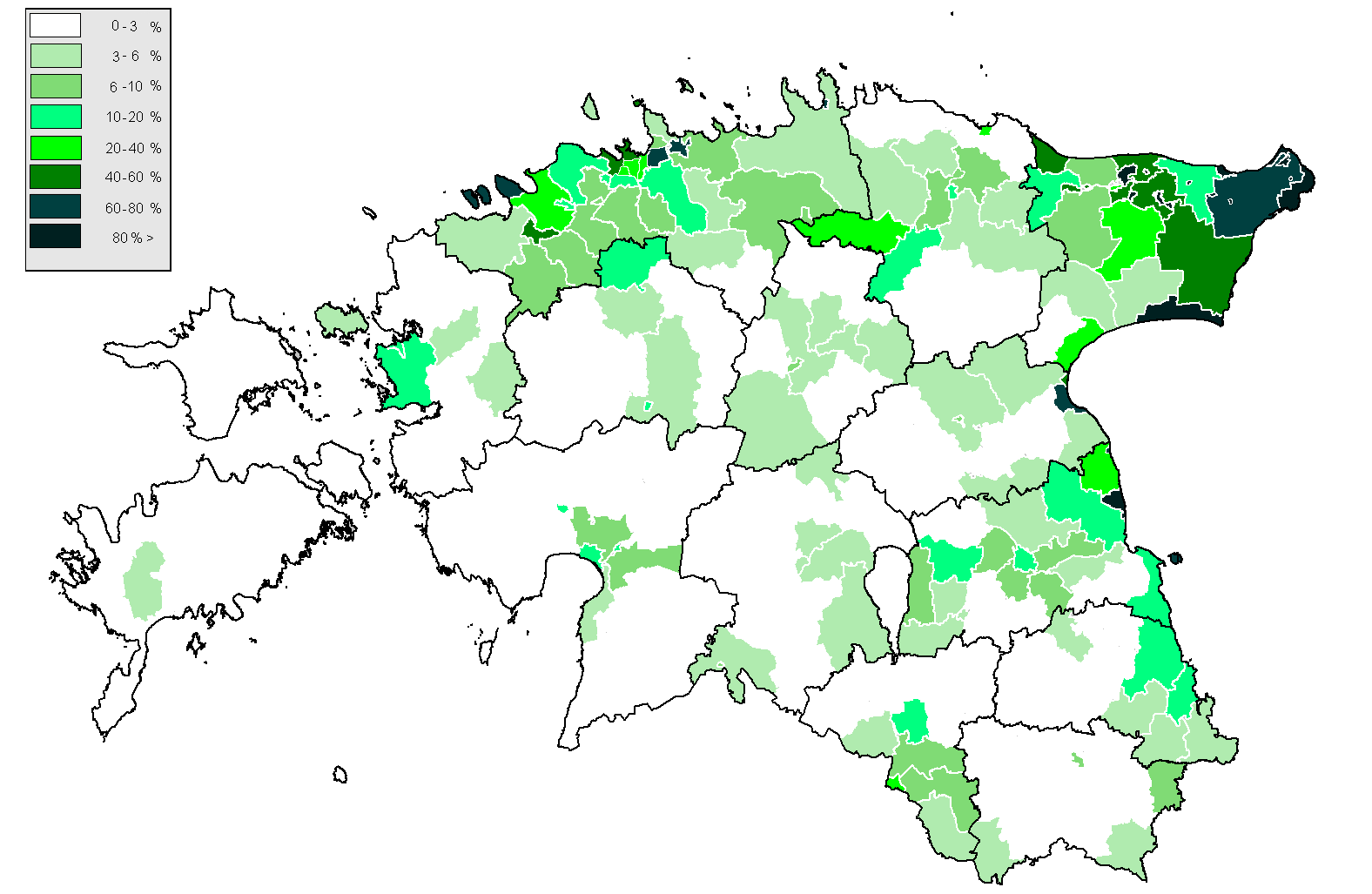
Az orosz népesség eloszlása Észtországon belül

### Népességének változása
| Lakosok száma | 1 107 059 | 1 465 799 | 1 572 916 | 1 313 271 | 1 315 635 | 1 319 133 | 1 328 976 | 1 331 796 | 1 365 884 | 1 369 995 |
|               | 1922      | 1979      | 1989      | 2015      | 2017      | 2018      | 2020      | 2022      | 2023      | 2025      |

### Nyelvek, etnikumok
Az észt nyelv az uráli nyelvcsalád finnugor ágába tartozik, a finnel közeli rokon nyelv, olyannyira, hogy beszélőik kölcsönösen megértik egymást (mivel azonban ugyanazon szónak más-más jelentése is lehet a két nyelven, érdekes félreértések is adódnak belőle).
A lakosság 65%-a észt. Nagyon magas a volt Szovjetunióból betelepült szláv nyelveket beszélők aránya. A legtöbben az oroszok vannak, arányuk 28%. Ezen kívül 2,5% ukrán és 1,5% fehérorosz él még az országban. Valamivel több mint 1%-a a lakosságnak az észtekkel rokon finn nemzetiségű.
A 2011-es népszámlálás szerint 68%-a (889 770 fő) észt, 25%-a (321 000 fő) orosz élt az országban.
A főleg az orosz határ melletti Narva városában, illetve Tallinn egyes kerületeiben is nagy arányban élnek orosz ajkúak. 2025. évig emiatt az oktatási nyelve oroszul is folyt. 2025. év februárjában bejelentették, hogy megreformálják az iskolarendszert. Az orosz nyelv mint oktatási nyelv 2030-ra fokozatosan meg fog szűnni, így minden gyermeket csak észtül fognak tanítani.

### Vallás
A középkorban Észtország katolikus volt majdnem négy évszázadon át, de a protestáns svédek és az észak-német hanza-városok befolyásának következtében a reformáció majdnem teljes volt a Baltikumban. A 16. századtól kezdve az észtek hagyományosan az evangélikus egyházhoz tartoznak, noha az ország lakosságának csak mintegy egynegyede aktív vallásgyakorló.
Az orosz kisebbség túlnyomó többsége az orosz ortodox egyház tagja, de létezik Észtországban egy másik ortodox egyház is, a konstantinápolyi ortodox egyházhoz tartozó észt ortodox egyház, amelynek túlnyomóan észtek a tagjai.
Amikor Észtország először elnyerte függetlenségét, helyreállt a katolikus hierarchia is, ám a szovjet megszállás alatt újra lehetetlenné vált az észtek Rómával való kapcsolata. Észtország katolikus püspökét, a jezsuita Eduard Profittlichet, már az első szovjet megszállás alatt, 1941-ben deportálták, és soha nem tért vissza. Ma a lakosság mintegy fél százaléka katolikus, és a katolikus egyház jelenléte főleg a városi és értelmiségi lakosság körében jellemző. Ellenben Észtország lakosságának 75%-a vallja magát felekezeten kívülinek, esetleg ateistának. Ez a legmagasabb arány a világon.[forrás?]

## Gazdaság

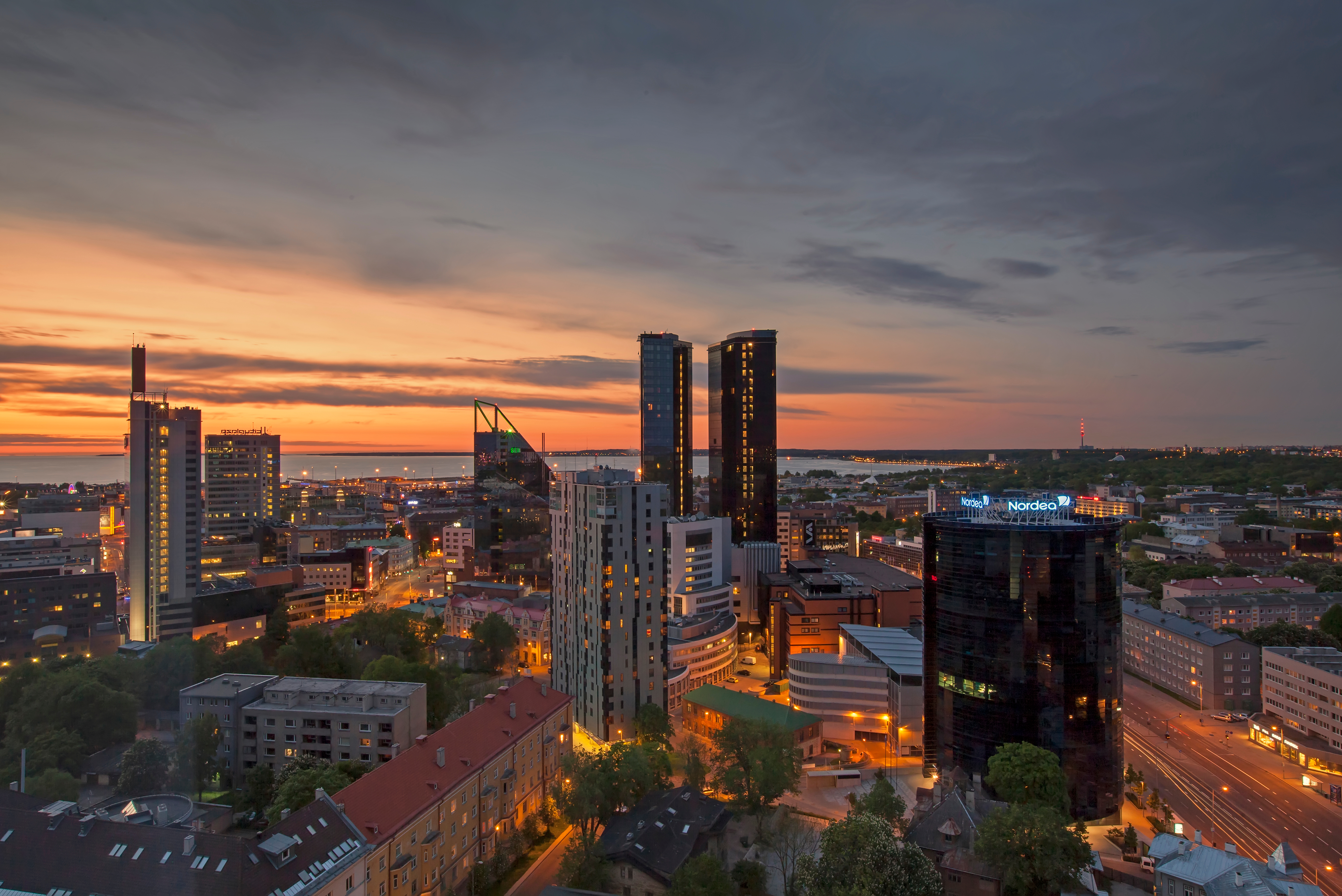
Tallinn üzleti negyede

Észtország erőteljes lépéseket tesz a modern piacgazdaság kialakítására, amelyet egyértelműen a nyugat-európai országokkal való kapcsolatok irányába fejlesztenek. A gazdaság főként a finn, svéd és német befektetésekre épül. Gazdaságának jellemző ágai a feldolgozóipar és a szolgáltatási szektor (turizmus, tranzitkereskedelem, pénzügyi szolgáltatások). A külkereskedelem és a tranzitkereskedelem kiemelkedő jelentőségű: Észtország a Kelet és Nyugat közötti fontos kereskedelmi útvonalon fekszik, sok kikötője révén a szállítási ágazatok teszik ki a szolgáltatás-export közel felét.
Gazdasága: ipari agrárország. Észtország gazdasági életét a II. világháború előtt alapvetően a mezőgazdaság határozta meg. Később az orosz megszállás után, elsősorban az orosz érdekeket figyelembe vevő szovjet iparosítási politikához kapcsolódott gazdasága. 1995-ben az ipar a GDP 28%-át állította elő, s az aktív lakosság 36%-át foglalkoztatta. Az iparban felhasznált nyersanyagok importból származtak, Oroszországból és Ukrajnából. A mezőgazdaság a GDP 8%-át adja, és az aktív keresők 9%-át foglalkoztatja. A szolgáltatási szféra egyre fontosabb az ország gazdasági életében. Ez a magánvállalkozások növekvő számának, a fejlett országok tőkebefektetésének, valamint a nagy hagyományokat őrző idegenforgalomnak köszönhető. Az ország fizetőeszközét, az észt koronát 2011. január 1-jén váltotta fel az euró. A három balti állam közül ebben az országban a legmagasabb az egy főre jutó Bruttó hazai termék (GDP): 8500 EUR/fő.

### Mezőgazdaság
A művelésági megoszlás: szántó 22%, rét legelő 21%, erdő 43%, egyéb terület 14%. A növénytermesztés (1997) legfőbb kultúrái a zöldségtakarmányok, a rozs, árpa, zab, burgonya és a zöldségfélék. A termésátlagok magasak. A mezőgazdaságon belül jóval jelentősebb az állattenyésztés. Tej- és hústermelő szarvasmarha-tenyésztés, kevésbé jelentős a sertéstartás és a juhtenyésztés. A tengeri halászat visszaesett. A fakitermelésre épülő, nagy múltra visszatekintő fa- és bútor-, cellulóz- és papíripar termékei fontos exportcikkek.

### Bányászat, ipar
Az ásványkincsek közül jelentős az olajpala, a foszfor és a tőzeg. Fontosak a különböző építőipari anyagok (gipsz, homok, agyag, mészkő) is. A Baltikum híres dísztárgyait a többségében külszíni bányákból nyert borostyánból készítik. Az összes felhasznált elsődleges energiahordozó közel fele importból származik. Az egyetlen hazai energiaforrás a túlnyomórészt az ország ÉK-i részén, Kohtla-Järve közelében termelt olajpala. A volt SZU iparpolitikájának eredményeként a balti államok, így Észtország is az elektronikára specializálódott. E termékek a közelmúltig kizárólag a szovjet piacon értékesítették. Az 1990-es években megindult az iparág szerkezeti átalakítása, hogy a termékei a világpiacon is versenyképesek legyenek. A gépgyártás legnagyobb központja Tallinn. Kohtla-Järve vegyipara az olajpala-termeléséhez kapcsolódik. A könnyűipar a nagyvárosokon kívül az ország kis- és közepes városainak többségében található. A textilipar a len kivételével importált nyersanyagokat dolgoz fel. A bútorgyártás a nagy fogyasztóközpontokba, a papírgyártás a nyersanyag közelébe települt. Az élelmiszeriparon belül a hús- és tejipar, valamint a halfeldolgozás a vezető ágazatok.

### Külkereskedelem
Észtország 2022-ben a világ 74. legnagyobb exportőre, és 78. legnagyobb importőre volt. 2022-ben Észtország 23,1 milliárd $ értékben exportált és 27,1 milliárd $ értékben importált, 4 milliárd $ hiánnyal. Az ország külkereskedelme Európa központú.
Az észt exporttermékek legjelentősebb területei a gépipar, ásványi termékek és a faipar. A legjelentősebb kiviteli termékek a villamosenergia, műsorszóró berendezések, valamint a finomított kőolaj. Észtország legjelentősebb exportországa Finnország és Lettország, ahova a teljes exportállomány egynegyede (25%) érkezik. 2017 és 2022 között, az export termékek közül a villamosenergia és a kátrány kivitele nőtt a legnagyobb mértékben, míg a legnagyobb visszaesést a telefonok, valamint a személy- és áru szállítóhajók szenvedték el. Az exportországok közül 2017 és 2022 között Lettország és Finnország aránya nőtt a legnagyobbat, míg a legnagyobb visszaesést Oroszország és Szaúd-Arábia szenvedte el.
Az észt importtermékek legjelentősebb területei a gépipar, ásványi termékek és a közlekedésipar. A legjelentősebb behozatali termékek a finomított kőolaj, gépjárművek, valamint a földgáz. Észtország legjelentősebb importországa Finnország és Németország, ahonnan a teljes importállomány közel egynegyede (22,8%) érkezik. 2017 és 2022 között, az import termékek közül a gépjárművek és a finomított kőolaj behozatala nőtt a legnagyobb mértékben, míg a legnagyobb visszaesést az integrált áramkörök és a telefonok szenvedték el. Az importországok közül 2017 és 2022 között Finnország és Litvánia aránya nőtt a legnagyobbat, míg a legnagyobb visszaesést az Algéria és Ghána szenvedte el.

#### Termékek
Az ország tíz legnagyobb export- és importterméke a következő volt 2022-ben: 
|     | Legnagyobb exporttermékek | Legnagyobb exporttermékek | Legnagyobb importtermékek      | Legnagyobb importtermékek |
| --- | ------------------------- | ------------------------- | ------------------------------ | ------------------------- |
|     | Termék                    | Arány                     | Termék                         | Arány                     |
| 1.  | Villamosenergia           | 5%                        | Finomított kőolaj              | 7,3%                      |
| 2.  | Műsorszóró berendezések   | 5%                        | Gépjárművek                    | 6%                        |
| 3.  | Finomított kőolaj         | 4,8%                      | Villamosenergia                | 3,6%                      |
| 4.  | Kátrány                   | 3,5%                      | Földgáz                        | 2,8%                      |
| 5.  | Gépjárművek               | 2,7%                      | Kátrány                        | 2,7%                      |
| 6.  | Előre gyártott épületek   | 2,6%                      | Műsorszóró berendezések        | 2,2%                      |
| 7.  | Faszerkezetek             | 2,2%                      | Fűrészelt fa                   | 2%                        |
| 8.  | Fűrészelt fa              | 2,1%                      | Gyógyszerek                    | 1,8%                      |
| 9.  | Földgáz                   | 1,7%                      | Személyszállító- és teherhajók | 1%                        |
| 10. | Tűzifa                    | 1,7%                      | Hengerelt vas                  | 0,9%                      |

#### Országok
A fő országok, amelyekbe Észtország exportált és amelyekből importált termékeket 2022-ben: 
|     | Legnagyobb exportországok | Legnagyobb exportországok                                             | Legnagyobb exportországok | Legnagyobb importországok | Legnagyobb importországok                                                | Legnagyobb importországok |
| --- | ------------------------- | --------------------------------------------------------------------- | ------------------------- | ------------------------- | ------------------------------------------------------------------------ | ------------------------- |
|     | Ország                    | Termék                                                                | Arány                     | Ország                    | Termék                                                                   | Arány                     |
| 1.  | Finnország                | Földgáz, vasszerkezetek, földmunkagépek...stb.                        | 13%                       | Finnország                | Villamosenergia, személy- és áruszállító hajók, finomított kőolaj...stb. | 13,2%                     |
| 2.  | Lettország                | Villamosenergia, gépjárművek, földgáz...stb.                          | 12%                       | Németország               | Gépjárművek, gyógyszerek, traktorok...stb.                               | 9,6%                      |
| 3.  | Svédország                | Műsorszóró berendezések, előregyártott épületek, fűrészáru...stb.     | 8,2%                      | Litvánia                  | Finomított kőolaj, gyógyszerek, műsorszóró berendezések...stb.           | 8,4%                      |
| 4.  | Litvánia                  | Gépjárművek, gyógyászati olajok és zsírok, tej...stb.                 | 6,6%                      | Lettország                | Földgáz, fűrészelt fa, gépjárművek...stb.                                | 8,4%                      |
| 5.  | Oroszország               | Pálmaolaj, kakaóvaj, centrifugák...stb.                               | 6%                        | Oroszország               | Finomított kőolaj, kátrány, földgáz...stb.                               | 7,8%                      |
| 6.  | USA                       | Műsorszóró berendezések, hidrométerek, finomított kőolaj...stb.       | 5,6%                      | Lengyelország             | Finomított kőolaj, gépjárművek, vasszerkezetek...stb.                    | 6,4%                      |
| 7.  | Németország               | Előregyártott épületek, furnérlemezek, műsorszóró berendezések...stb. | 5,3%                      | Svédország                | Finomított kőolaj, gépjárművek, vasszerkezetek...stb.                    | 6%                        |
| 8.  | Hollandia                 | Kátrány, mérőműszerek, hidromérők...stb.                              | 4,3%                      | Kína                      | Műsorszóró berendezések, telefonok, félvezető eszközök...stb.            | 5,6%                      |
| 9.  | Norvégia                  | Előregyártott épületek, finomított kőolaj, fűrészáru...stb.           | 3,4%                      | Hollandia                 | Finomított kőolaj, műsorszóró berendezések, gyógyszerek...stb.           | 3,7%                      |
| 10. | Dánia                     | Tűzifa, finomított kőolaj, fűrészáru...stb.                           | 3%                        | Olaszország               | Bor, kisebb vascsövek, gépjárművek...stb.                                | 2,7%                      |

## Közlekedés

Észtország főbb útjai

### Vasút
Vasútvonalak hossza: 968 km

### Légi
A tallinni repülőtér Észtország legnagyobb repülőtere.

### Vízi
A legnagyobb kikötők Muuga (Tallinn közelében), Tallinn (több kikötőt foglal magában), Paldiski, Kunda, Pärnu és Sillamäe.
A tengeri kijáratot biztosító kikötők csaknem egész évben használhatóak.

## Telekommunikáció
| Hívójel prefix | ES |
| ITU zóna       | 29 |
| CQ zóna        | 15 |

## Kultúra

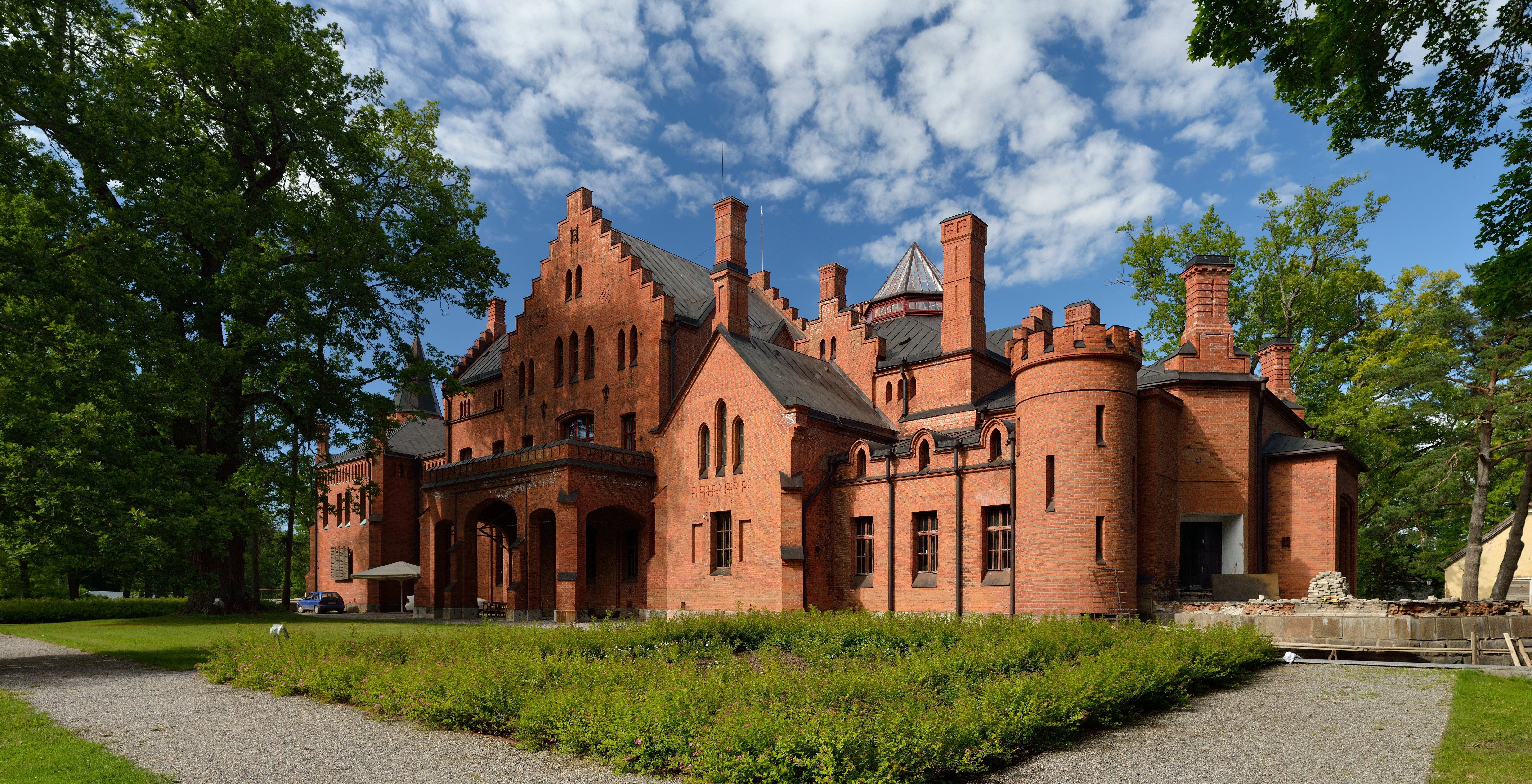
Sangaste kastélya

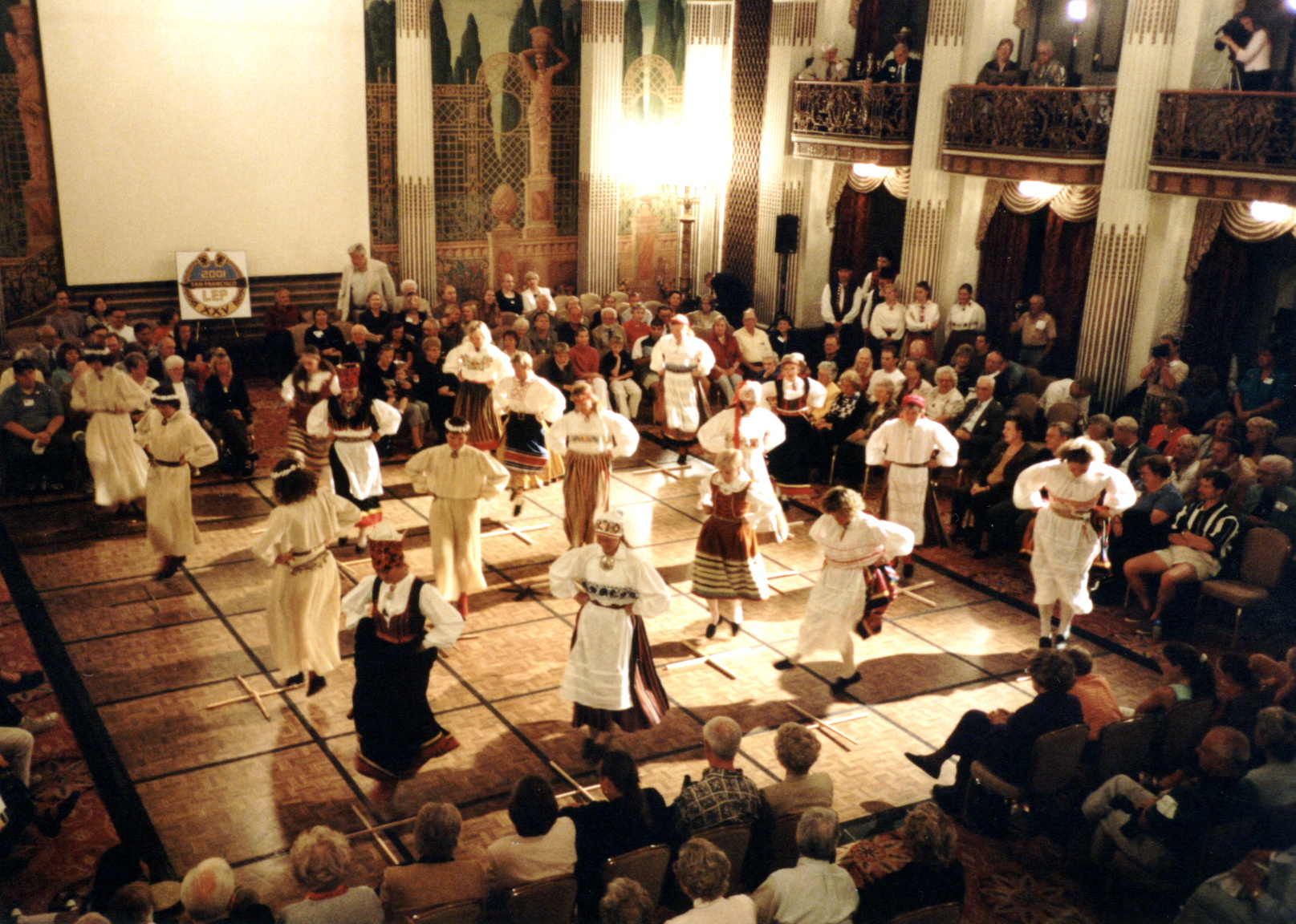
Táncosok észt népviseletben

### Oktatási rendszer
Az észt oktatási rendszer négy képzési szintből, az iskola előtti, az általános iskolai, a középiskolai, illetve a felsőoktatási szintből áll.
Iskola előtti nevelés: Az észt képzési rendszer legelső állomása a bölcsőde, ahová a gyermekek hároméves korukig járhatnak, majd három és hétéves koruk között vehetnek részt az óvodai képzésben. Az óvodákban észt nyelven folyik a képzés, ám egyes foglalkozásokat más nyelven is tarthatnak.
A szülők szabadon választhatják meg, hogy mely óvodába kívánják gyermeküket beíratni. Az óvodákat a helyi önkormányzatok tartják fenn, a szülőknek az étkeztetésért kell fizetniük.
Általános iskola: Minden gyermek, aki az adott év október 1-jével betölti hetedik életévét, tanköteles egészen az általános iskolai képzés befejezéséig, vagy amíg 17 éves nem lesz. A szülők szabadon választhatják meg, hogy mely általános iskolába iratják be gyermeküket, ugyanakkor az iskolák kötelesek a körzetükben lévő gyermekeket felvenni. Az általános iskolai képzés 9 évből áll, mely három szakaszra oszlik (1-3., 4-6., 7-9. osztály).
Középiskola: Az általános iskola elvégzését követően a diákok választhatnak, hogy tanulmányaikat gimnáziumban vagy szakközépiskolában folytatják. A középiskolák három tanévből állnak, a 10.-től a 12. osztályt ölelik fel. A maximális heti óraszám 35. A tantárgyak 75 százalékát az államilag meghatározott tantárgyak teszik ki, míg a fennmaradt 25 százalékról a diákok és az iskola közösen dönthet.
A tanulmányok zárultával a diákok érettségi bizonyítványt kapnak. A középiskolai tanulmányok befejezésével a diákok felsőoktatásban vagy szakiskolákban folytathatják tanulmányaikat.
A szakközépiskoláknak két nagy csoportját kell megkülönböztetni. Egyes szakközépiskolák az általános iskolai képzésre épülnek, és a diákok alapfokú tanulmányaik befejezését követően folytatják itt tanulmányaikat, míg a másik csoportba azon szakiskolák tartoznak, melyek középiskolák után fogadják a hallgatókat. A szakiskolák szakmát tanítanak, és ennek megfelelően az oktatásban nagy szerepet kapnak a gyakorlati órák is.
Felsőoktatás: Az észtországi felsőoktatásban főiskolai és egyetemi képzésben vehetnek részt a hallgatók. A főiskolai képzés három-négy év, melynek végeztével a diák diplomát szerez. Az egyetemi képzésben három egymásra épülő szint különül el: a hároméves alap-, a kétéves mester-, illetve a három- négyéves doktori képzés. Az állami felsőoktatásban tandíj nincs.
Felnőttoktatás: Észtország felnőtt oktatási rendszere folyamatosan fejlődik. 1995-ben létrejött az Esztóniai Felnőtt Oktatók Szövetsége, az Andras, mely számos felnőttoktatási intézményt fog össze. 1995-ben a felnőttoktatás létfontosságú innovációja született meg a Felnőtt Nevelés Nemzeti Tanácsának létrejöttével. A különböző intézmények részvételének és a különböző szektorok együttműködésének köszönhetően növekszik a felnőttoktatás társadalom fejlődésében való szerepe.

### Kulturális intézmények
A legsikeresebb együttesek: Eda-Ines Etti, J.M.K.E., Tanel Padar és Vanilla Ninja

### Hagyományok
Az észt népzene fontos részét képezi az ország kulturális örökségének. Népdalaik két fő csoportra oszlanak, az ősibb, balti-finn eredetű rúnadalokra, és a nyugati hatást tükröző stofikus népdalokra.
Február 24-e a függetlenség napja: Észtország legfontosabb fesztiváljai közül kettőt csak néhány évente rendeznek meg. A balti népi fesztivál egy héten át tart, a balti és más néphagyományokat őrző bemutatók teszik egyedivé. Az észt dalfesztivál nagyon népszerű, szinte mindenki valamilyen módon részt vesz benne. Nyáron sok rendezvényt szerveznek, például az észt kultúra ünnepét.

### Gasztronómia
A füstölt hal, főként a pisztráng észt specialitás. A véres hurka és a véres palacsinta is nemzeti eledel. Kávéban, jégen tejjel vagy pezsgőben fogyasztják a népszerű Vana Tallinn (Öreg-Tallinn) likőrt, mely magában szirupszerű, édes és erős. Észtország legjobb sörei a Saremaa szigetről származó, könnyű Saku és az erősebb Saare.[forrás?]

## Turizmus
Javasolt oltás bizonyos területekre utazóknak: a kullancsok által terjesztett agyvelőgyulladás ellen védettséget adó oltás.

## Sport

### Olimpia
Észtország a nagyobb sportrendezvények közül látványosabb sikereit a téli olimpiákon éri el, elsősorban sífutóinak köszönhetően. A 2006-os torinói téli olimpián Kristina Smigun 2, míg Andrus Veerpalu 1 arannyal gazdagította az éremgyűjteményt, így az éremtáblázaton a nemzetek rangsorában a 12. helyen végeztek. Az első olimpiai bajnoki címet azonban nyári olimpián, még a második világháború előtt 1928-ban Voldemar Väli szerezte meg, birkózásban. Ez a sportág a legeredményesebb a nyári sportágak közül.
- Bővebben: Észtország az olimpiai játékokon

### Labdarúgás
Az Észt labdarúgó-válogatott még egyszer sem jutott ki a világbajnokságra.
- Bővebben: Észt labdarúgó-válogatott

## Ünnepek
- Január 1. Újév napja (munkaszüneti nap)
- Január 6. Vízkereszt (Epifánia)
- Február 24. A függetlenség 1918-as kikiáltásának napja (munkaszüneti nap)
- Nagypéntek
- Húsvét vasárnap és hétfő
- Május 1. A munka ünnepe, Majális
- Pünkösdvasárnap
- Június 23. A Győzelem Napja (munkaszüneti nap)
- Június 24. Nyárközép, Szent Iván napja (Jaanipäev)
- Augusztus 20. Az észt függetlenség 1991-es helyreállításának napja (munkaszüneti nap)
- November 16. A Szovjetuniótól való szuverenitás kinyilvánításának napja (1988)
- December 25. Karácsony
- December 26. Karácsony második napja